# فين هينركسن
فين هينركسن (بالدنماركية: Finn Henriksen)‏ هو مونتير وكاتب سيناريو ومخرج دنماركي، ولد في 29 يناير 1933 في راندرس في الدنمارك، وتوفي في 6 ديسمبر 2008 في Kongens Lyngby ‏ في الدنمارك.

## وصلات خارجية
- فين هينركسن على موقع IMDb (الإنجليزية)
- فين هينركسن على موقع ألو سيني (الفرنسية)
- فين هينركسن على موقع أول موفي (الإنجليزية)
- فين هينركسن على موقع قاعدة بيانات الأفلام السويدية (السويدية)
- فين هينركسن على موقع قاعدة بيانات الفيلم (الإنجليزية)
- فين هينركسن على موقع كينوبويسك (الروسية)